# Henryk Kożuchowski

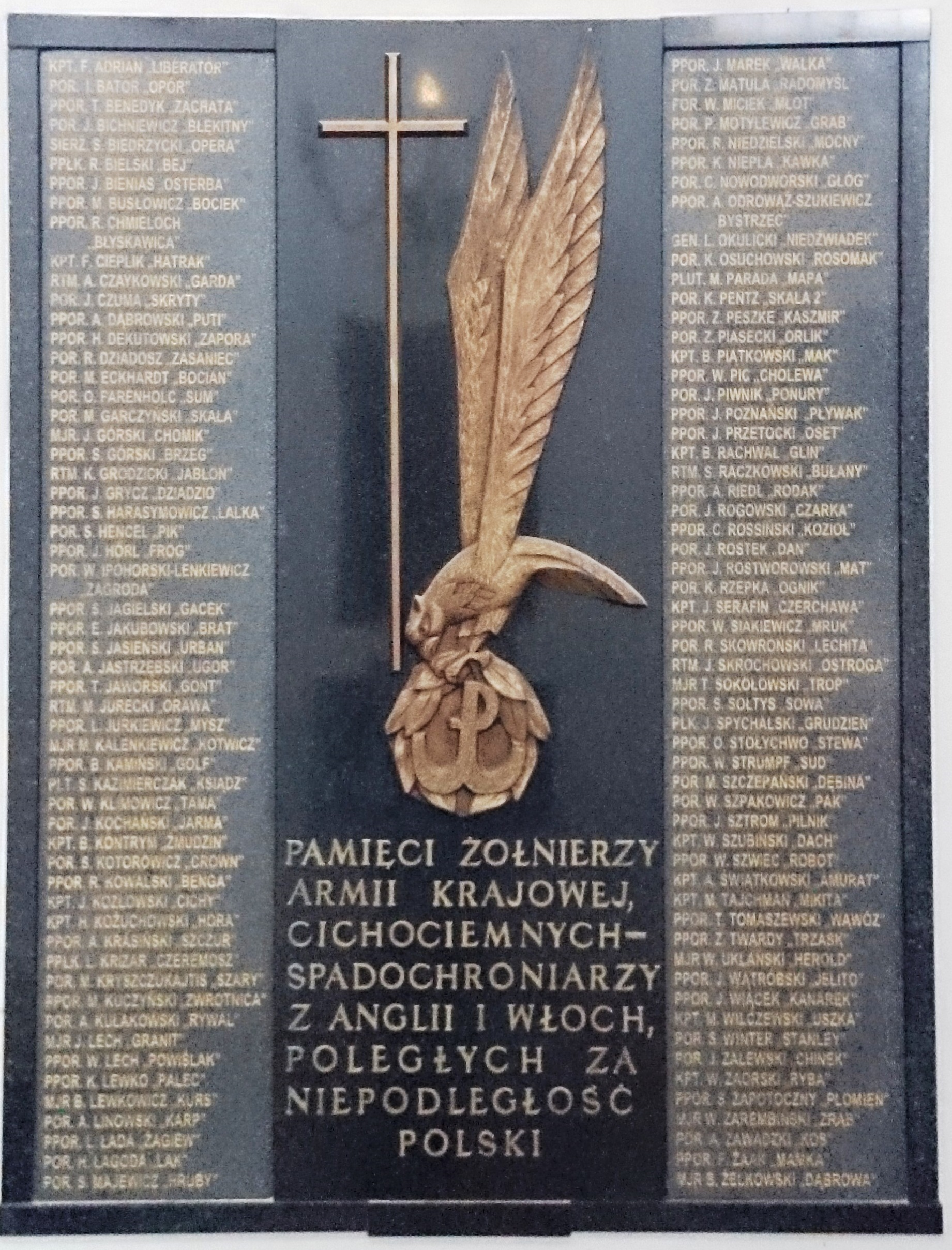
Tablica w kościele św. Jacka w Warszawie, upamiętniająca poległych cichociemnych, w tym Henryka Kożuchowskiego

Henryk Stefan Kożuchowski vel Henryk Kosten, ps.: Hora, Ukrop (ur. 14 stycznia 1911 w Warszawie, zm. w lipcu 1943 między Gałkówkiem a Koluszkami albo pod Michalinem koło Czarnocina) – kapitan dyplomowany artylerii Wojska Polskiego, cichociemny.

## Życiorys
W latach 1926–1931 uczył się w Korpusie Kadetów Nr 2, a w okresie 1931–1933 w Szkole Podchorążych Artylerii. Od 1933 roku służył w 25 pułku artylerii lekkiej. W roku szkolnym 1938/1939 zaliczył I rok kursu w Wyższej Szkole Wojennej (XIX promocja).
We wrześniu 1939 roku walczył jako pomocnik oficera informacyjnego (oficer sztabu) w 21 Dywizji Piechoty Górskiej w Bielsku-Białej. 16 września dostał się do niewoli, uciekł, następnego dnia został znów ujęty przez Niemców, znów udało mu się uciec (19 września). 23 września albo 14 października przekroczył granicę polsko-łotewską. Został aresztowany, przebywał w więzieniu, został skierowany do robót leśnych. 9 listopada wyjechał na leczenie uszkodzonej nogi do Rygi. Po uzyskaniu paszportu w polskim konsulacie przedostał się 27 listopada do Francji. W lutym 1940 roku dostał przydział do 2 Warszawskiego pułku artylerii lekkiej operującego w ramach 2 Dywizji Strzelców Pieszych, jako oficer operacyjny. 20 czerwca albo 26 czerwca 1940 roku dostał się do niewoli niemieckiej, z której udało mu się po 3 dniach uciec. We wrześniu 1940 roku dostał się do Wielkiej Brytanii, gdzie otrzymał przydział do 7 Brygady Kadrowej Strzelców, a następnie do 1 Samodzielnej Brygady Spadochronowej. Po przeszkoleniu w dywersji został zaprzysiężony 4 kwietnia 1942 roku w Oddziale VI Sztabu Naczelnego Wodza.
Zrzutu dokonano w nocy z 8 na 9 kwietnia 1942 roku w ramach operacji „Cravat” dowodzonej przez por. naw. Mariusza Wodzickiego. Kożuchowski dostał przydział do Okręgu Łódź AK na stanowiska szefa Oddziału III Operacyjnego. 5 grudnia 1942 roku został aresztowany przez Gestapo. Był więziony w Łodzi. W czerwcu 1943 roku zbiegł z więzienia.
Wojskowy Sąd Specjalny Okręgu Łódź AK na podstawie informacji uzyskanych z kontrwywiadu AK uznał, że ucieczka ta została sfingowana przez Gestapo i skazał Kożuchowskiego na karę śmierci za zdradę główną. Wyrok został wykonany przez żołnierzy Kedywu na kolejowym przejściu granicznym między Generalnym Gubernatorstwem a Rzeszą.
Kapitan Henryk Kożuchowski został zrehabilitowany. 19 stycznia 1980 roku Komisja Rehabilitacyjna pod przewodnictwem płk. Kazimierza Iranka-Osmeckiego, z udziałem płk. Jacka Bętkowskiego, por. F. Paulińskiej, kpt. Adolfa Pilcha i kpt. Franciszka Rybki, na podstawie dokumentów i zeznań świadków z okresu wojennego i powojennego, jednogłośnie zrehabilitowała i uwolniła od postawionych zarzutów śp. kpt. dypl. Henryka Kożuchowskiego, ps. „Hora”, i jednogłośnie orzekła, iż powrócił on do pełnych praw i przywilejów żołnierza AK. W związku z tym odzyskał prawa do odznaczeń bojowych, tj. Krzyża Walecznych i Medalu Wojska Polskiego. Orzeczenie zatwierdził 1 lutego 1980 roku gen. bryg. Tadeusz Pełczyński, ps. „Grzegorz”, były szef Sztabu KG AK.

## Awanse
- podporucznik – 15 sierpnia 1933 roku
- porucznik – ze starszeństwem od 19 marca 1937 roku
- kapitan – 1942.

## Odznaczenia
- Krzyż Walecznych
- Medal Wojska[3].

## Życie rodzinne
Był synem Stefana, urzędnika, i Gertrudy z domu Obojskiej. W 1939 roku ożenił się z Janiną Rudzką (ur. 1917). Mieli syna Jerzego (ur. 1943).

## Upamiętnienie
W lewej nawie kościoła św. Jacka przy ul. Freta w Warszawie odsłonięto w 1980 roku tablicę Pamięci żołnierzy Armii Krajowej, cichociemnych – spadochroniarzy z Anglii i Włoch, poległych za niepodległość Polski. Wśród wymienionych 110 poległych cichociemnych jest Henryk Kożuchowski.